# Världsmästerskapen i tyngdlyftning 1985
Världsmästerskapen i tyngdlyftning 1985 arrangerades mellan den 23 augusti och 1 september 1985 i Södertälje i Sverige. Det var den 59:e upplagan av världsmästerskapen i tyngdlyftning.

## Medaljörer
| Gren    | Guld                               | Guld          | Silver                              | Silver   | Brons                            | Brons    |
| 52 kg   |                                    |               |                                     |          |                                  |          |
| Ryck    | Sevdalin Marinov · Bulgarien       | 112,5 kg      | Lyu Jun-sik · Nordkorea             | 110,0 kg | Tadeusz Golik · Polen            | 110,0 kg |
| Stöt    | Sevdalin Marinov · Bulgarien       | 140,0 kg      | Zeng Guoqiang · Kina                | 135,0 kg | Wang Huanbing · Kina             | 135,0 kg |
| Totalt  | Sevdalin Marinov · Bulgarien       | 252,5 kg      | Zeng Guoqiang · Kina                | 242,5 kg | Bernard Piekorz · Polen          | 237,5 kg |
| 56 kg   |                                    |               |                                     |          |                                  |          |
| Ryck    | Neno Terzijski · Bulgarien         | 122,5 kg      | Hoksen Mirzojan · Sovjetunionen     | 122,5 kg | He Yingqiang · Kina              | 120,0 kg |
| Stöt    | Neno Terzijski · Bulgarien         | 157,5 kg      | Hoksen Mirzojan · Sovjetunionen     | 157,5 kg | He Yingqiang · Kina              | 150,0 kg |
| Totalt  | Neno Terzijski · Bulgarien         | 280,0 kg      | Hoksen Mirzojan · Sovjetunionen     | 280,0 kg | He Yingqiang · Kina              | 270,0 kg |
| 60 kg   |                                    |               |                                     |          |                                  |          |
| Ryck    | Naim Syuleĭmanov · Bulgarien       | 143,0 kg 0VR0 | Jurik Sarkisjan · Sovjetunionen     | 137,5 kg | Andreas Letz · Östtyskland       | 127,5 kg |
| Stöt    | Naim Syuleĭmanov · Bulgarien       | 180,0 kg      | Jurik Sarkisjan · Sovjetunionen     | 170,0 kg | Andreas Letz · Östtyskland       | 165,0 kg |
| Totalt  | Naim Syuleĭmanov · Bulgarien       | 322,5 kg      | Jurik Sarkisjan · Sovjetunionen     | 307,5 kg | Andreas Letz · Östtyskland       | 292,5 kg |
| 67,5 kg |                                    |               |                                     |          |                                  |          |
| Ryck    | Veselin Galabarov · Bulgarien      | 150,0 kg      | Michail Petrov · Bulgarien          | 145,0 kg | Delat silver                     |          |
| Ryck    | Veselin Galabarov · Bulgarien      | 150,0 kg      | Jouni Grönman · Finland             | 145,0 kg | Delat silver                     |          |
| Stöt    | Michail Petrov · Bulgarien         | 190,0 kg      | Veselin Galabarov · Bulgarien       | 180,0 kg | Yao Jingyuan · Kina              | 175,0 kg |
| Totalt  | Michail Petrov · Bulgarien         | 335,0 kg      | Veselin Galabarov · Bulgarien       | 330,0 kg | Yao Jingyuan · Kina              | 315,0 kg |
| 75 kg   |                                    |               |                                     |          |                                  |          |
| Ryck    | Andrei Socaci · Rumänien           | 160,0 kg      | Aleksandar Varbanov · Bulgarien     | 160,0 kg | Mintjo Pasjov · Bulgarien        | 160,0 kg |
| Stöt    | Aleksandar Varbanov · Bulgarien    | 211,5 kg 0VR0 | Mintjo Pasjov · Bulgarien           | 197,5 kg | Andrei Socaci · Rumänien         | 195,0 kg |
| Totalt  | Aleksandar Varbanov · Bulgarien    | 370,0 kg      | Mintjo Pasjov · Bulgarien           | 357,5 kg | Andrei Socaci · Rumänien         | 355,0 kg |
| 82,5 kg |                                    |               |                                     |          |                                  |          |
| Ryck    | Jurik Vardanjan · Sovjetunionen    | 177,5 kg      | Asen Zlatev · Bulgarien             | 177,5 kg | László Király · Ungern           | 170,0 kg |
| Stöt    | Jurik Vardanjan · Sovjetunionen    | 220,0 kg      | Asen Zlatev · Bulgarien             | 215,0 kg | László Király · Ungern           | 205,0 kg |
| Totalt  | Jurik Vardanjan · Sovjetunionen    | 397,5 kg      | Asen Zlatev · Bulgarien             | 392,5 kg | László Király · Ungern           | 375,0 kg |
| 90 kg   |                                    |               |                                     |          |                                  |          |
| Ryck    | Zoltán Balázsfi · Ungern           | 177,5 kg      | Delat guld                          |          | Delat guld                       |          |
| Ryck    | Anatolij Chrapatyj · Sovjetunionen | 177,5 kg      | Delat guld                          |          | Delat guld                       |          |
| Ryck    | Viktor Solodov · Sovjetunionen     | 177,5 kg      | Delat guld                          |          | Delat guld                       |          |
| Stöt    | Anatolij Chrapatyj · Sovjetunionen | 217,5 kg      | Delat guld                          |          | Piotr Krukowski · Polen          | 207,5 kg |
| Stöt    | Viktor Solodov · Sovjetunionen     | 217,5 kg      | Delat guld                          |          | Piotr Krukowski · Polen          | 207,5 kg |
| Totalt  | Anatolij Chrapatyj · Sovjetunionen | 395,0 kg      | Shared gold                         |          | Piotr Krukowski · Polen          | 385,0 kg |
| Totalt  | Viktor Solodov · Sovjetunionen     | 395,0 kg      | Shared gold                         |          | Piotr Krukowski · Polen          | 385,0 kg |
| 100 kg  |                                    |               |                                     |          |                                  |          |
| Ryck    | Andor Szanyi · Ungern              | 185,0 kg      | Nicu Vlad · Rumänien                | 185,0 kg | Pavel Kuznetsov · Sovjetunionen  | 185,0 kg |
| Stöt    | Andor Szanyi · Ungern              | 230,0 kg      | René Wyßuwa · Östtyskland           | 225,0 kg | Pavel Kuznetsov · Sovjetunionen  | 222,5 kg |
| Totalt  | Andor Szanyi · Ungern              | 415,0 kg      | Pavel Kuznetsov · Sovjetunionen     | 407,5 kg | Nicu Vlad · Rumänien             | 405,0 kg |
| 110 kg  |                                    |               |                                     |          |                                  |          |
| Ryck    | Jurij Zacharevitj · Sovjetunionen  | 190,0 kg      | Norberto Oberburger · Italien       | 180,0 kg | Miloš Čiernik · Tjeckoslovakien  | 175,0 kg |
| Stöt    | Jurij Zacharevitj · Sovjetunionen  | 232,5 kg      | Miloš Čiernik · Tjeckoslovakien     | 222,5 kg | Norberto Oberburger · Italien    | 217,5 kg |
| Totalt  | Jurij Zacharevitj · Sovjetunionen  | 422,5 kg      | Miloš Čiernik · Tjeckoslovakien     | 397,5 kg | Norberto Oberburger · Italien    | 397,5 kg |
| +110 kg |                                    |               |                                     |          |                                  |          |
| Ryck    | Antonio Krastev · Bulgarien        | 202,5 kg      | Aleksandr Gunjasjev · Sovjetunionen | 195,0 kg | Leonid Taranenko · Sovjetunionen | 185,0 kg |
| Stöt    | Senno Salzwedel · Östtyskland      | 237,5 kg      | Aleksandr Gunjasjev · Sovjetunionen | 237,5 kg | Manfred Nerlinger · Västtyskland | 237,5 kg |
| Totalt  | Antonio Krastev · Bulgarien        | 437,5 kg      | Aleksandr Gunjasjev · Sovjetunionen | 432,5 kg | Manfred Nerlinger · Västtyskland | 422,5 kg |

## Medaljtabell
Medaljtabell över resultat i totalen.
  *   Värdland ( Sverige)
| Nr                   | Nation               | Guld | Silver | Brons | Totalt |
| -------------------- | -------------------- | ---- | ------ | ----- | ------ |
| 1                    | Bulgarien            | 6    | 3      | 0     | 9      |
| 2                    | Sovjetunionen        | 4    | 4      | 0     | 8      |
| 3                    | Ungern               | 1    | 0      | 1     | 2      |
| 4                    | Kina                 | 0    | 1      | 2     | 3      |
| 5                    | Tjeckoslovakien      | 0    | 1      | 0     | 1      |
| 6                    | Polen                | 0    | 0      | 2     | 2      |
| 6                    | Rumänien             | 0    | 0      | 2     | 2      |
| 8                    | Italien              | 0    | 0      | 1     | 1      |
| 8                    | Västtyskland         | 0    | 0      | 1     | 1      |
| 8                    | Östtyskland          | 0    | 0      | 1     | 1      |
| Totalt (10 nationer) | Totalt (10 nationer) | 11   | 9      | 10    | 30     |

Medaljtabell över samtliga resultat, både i totalen samt ryck och stöt.
  *   Värdland ( Sverige)
| Nr                   | Nation               | Guld | Silver | Brons | Totalt |
| -------------------- | -------------------- | ---- | ------ | ----- | ------ |
| 1                    | Bulgarien            | 16   | 9      | 1     | 26     |
| 2                    | Sovjetunionen        | 12   | 10     | 3     | 25     |
| 3                    | Ungern               | 4    | 0      | 3     | 7      |
| 4                    | Rumänien             | 1    | 1      | 3     | 5      |
| 4                    | Östtyskland          | 1    | 1      | 3     | 5      |
| 6                    | Kina                 | 0    | 2      | 6     | 8      |
| 7                    | Tjeckoslovakien      | 0    | 2      | 1     | 3      |
| 8                    | Italien              | 0    | 1      | 2     | 3      |
| 9                    | Finland              | 0    | 1      | 0     | 1      |
| 9                    | Nordkorea            | 0    | 1      | 0     | 1      |
| 11                   | Polen                | 0    | 0      | 4     | 4      |
| 12                   | Västtyskland         | 0    | 0      | 2     | 2      |
| Totalt (12 nationer) | Totalt (12 nationer) | 34   | 28     | 28    | 90     |